# Geldanamycyna
Geldanamycyna (GA) – benzochinonowy antybiotyk ansamycynowy, wiążący i hamujący białko szoku cieplnego Hsp90 (Heat Shock Protein 90). Białka regulowane przez Hsp90 (sp90 client proteins) odgrywają istotną rolę w regulacji cyklu komórkowego, wzrostu komórki, jej przeżycia, apoptozy, angiogenezy i tumorogenezy.
Geldanamycyna przez swoje działanie indukuje degradację produktów białkowych genów zmutowanych w komórkach nowotworowych, takich jak v-Src, Bcr-Abl i P53, wykazując preferencję wobec nieprawidłowych białek. Mimo korzystnych działań zastosowanie geldanamycyny jako leku jest problematyczne, głównie ze względu na liczne działania niepożądane (np. hepatotoksyczność). Otrzymano analogi geldanamycyny: 17-AAG i 17-DMAG.